# Vai ngữ nghĩa
Trong một số lý thuyết ngôn ngữ học nhất định, vai ngữ nghĩa (tiếng Anh: semantic role) là vai trò của các cụm danh từ đối với hành động hay trạng thái được mô tả bởi động từ (hay vị từ) chính của câu. Ví dụ, trong câu "Hoa đã ăn quả táo", Hoa là người thực hiện động tác ăn, và là tác thể; quả táo là vật bị ăn, nên là bị thể. Thuật ngữ này còn có các tên khác như quan hệ chủ đề (tiếng Anh: Thematic relation), vai tham tố (tiếng Anh: Participant role).

## Các vai ngữ nghĩa chính
Dưới đây là danh sách các vai ngữ nghĩa chính:
- Tác thể[2]: thực hiện hành động một cách chủ động (e.g., Bình nói khẽ.).
- Cảm thể: nhận qua giác quan hoặc có cảm xúc (e.g. Ngân nghe bài hát. Tôi khóc.).
- Chủ đề: chịu tác động nhưng không thay đổi trạng thái (e.g., Tôi tin vào nhiều chúa. Tôi có hai con. Tôi đặt sách lên trên bàn. Anh ta đưa súng cho cảnh sát.) (thỉnh thoảng cũng được dùng cùng ý nghĩa với bị thể)
- Bị thể: chịu tác động và có thay đổi trạng thái (e.g., Các tảng đá rơi vào ô tô.).
- Dụng cụ: được dùng để thực hiện hành động (e.g., Hân cắt dải băng bằng một cái kéo.).
- Nguyên nhân Tự nhiên: thực hiện hành động một cách vô thức (e.g., Một cuộc lở tuyết đã phá hủy ngôi đền cổ.).
- Địa điểm: nơi xảy ra hành động (e.g., Tôi sẽ ở nhà ôn tập cho bài kiểm tra.).
- Thời gian: thời gian xảy ra hành động (e.g., Tên lửa đã được phóng ngày hôm qua.).
- Phương hướng hay Mục tiêu: nơi hành động được nhắm đến (e.g., Chiếc xe tiếp tục chạy vào khu dân cư.).
- Người nhận sở hữu: một loại Mục tiêu đặc biệt liên quan đến động từ thể hiện sự thay đổi sở hữu. (E.g., Tôi gửi Sơn một bức thư. Anh ta đã đưa cuốn sách cho cô ấy.)
- Nguồn: nơi hành động xuất phát (e.g., Tên lửa đã được phóng từ bãi thử. Cố ta chạy trốn khỏi anh ấy.).
- Người hưởng lợi: thực thể nhận lợi ích từ hành động (e.g.. Tôi nấu cho ông ta một bữa tối. Anh ta xây nhà cho tôi. Tôi chiến đấu cho tổ quốc.).
- Phương thức: cách thực hiện hành động (e.g., Tôi vội vã gọi số điện thoại khẩn cấp.).
- Động cơ: động cơ để thực hiện hành động (e.g., Tôi vội gọi số điện thoại khẩn cấp để cầu cứu.).
- Nguyên nhân: nguyên nhân gây ra hành động (e.g., Vì tôi đói, tôi đã ăn hết sạch suất cơm.).

Nhiều khi không có ranh giới phân định rõ ràng giữa các vai nêu trên. Ví dụ, trong câu "cái búa đập vỡ cửa sổ", một số coi búa là chủ thể, người khác coi nó là dụng cụ, hay một số khác lại xếp vào loại khác.